# Gymnasium Remchingen
Das Gymnasium Remchingen ist ein Gymnasium nach dem G8-Modell in der Gemeinde Remchingen im Enzkreis in Baden‑Württemberg.

## Geschichte und Architektur
Das Gymnasium Remchingen wurde im Schuljahr 2003/2004 gegründet, um dem gestiegenen Bedarf an weiterführenden Schulen im nordwestlichen Enzkreis und dem östlichen Landkreis Karlsruhe gerecht zu werden. Der Schulbetrieb startete zunächst provisorisch in Räumlichkeiten der Carl-Dittler-Realschule Remchingen, ehe im September 2004 der Umzug in den eigens errichteten Neubau stattfand.
Der Neubau wurde nach Plänen des Architekturbüros Striffler + Striffler aus Mannheim errichtet und sticht durch seine offene, bunte und funktionale Gestaltung hervor. Das Gebäude folgt einem vierzehneckigen Grundriss mit einer zentralen Aula, welche aus allen drei Stockwerken sichtbar ist.
Architektonisch auffällig ist der konsequente Einsatz von Grundfarben in der Fassaden- und Innengestaltung. Das komplette Gebäude, das heißt die komplette Fassade und der komplette Innenraum sind in blau, rot und gelb gehalten.
Auch innen setzt sich das moderne Gestaltungskonzept fort: Große Fensterflächen sorgen für viel Tageslicht. Das Frontfenster an der Aula und am Eingang richtet sich über drei Stockwerke.
Im Gebäude gibt es eine Mensa und eine Schulbibliothek.
Die Schule nutzt eine Dreifeld-Sporthalle, die sowohl schulisch als auch von Vereinen genutzt wird. Die Sporthalle ist direkt gegenüber der Schule. Für Schwimmunterricht wird das Hallenbad Remchingen bei der Bergschule Remchingen genutzt.
Außerdem gibt es zwei Pausenhöfe mit einem Basketballplatz, zwei Tischtennisplatten und vielen Sitzmöglichkeiten. Auf dem hinteren Pausenhof gibt es zudem einen See und eine Wiese. Der Bau wurde so geplant, dass eine spätere Erweiterung problemlos möglich ist.

## Schulprofil
Das Gymnasium Remchingen bietet mehrere Sprachprofile und naturwissenschaftliche Profile an, welche die Schüler frei entscheiden und wählen können.

### Auszeichnungen
Folgende Auszeichnungen hat das Gymnasium Remchingen erhalten:
- Digitale Schule
- MINT-freundliche Schule
- stark.stärker.WIR‑Schule
- BoriS‑Berufswahlsiegels
- Ausrichtung mit sport- und bewegungserzieherischem Schwerpunkt

### Unterricht und Angebote
Das schulische Angebot umfasst:
- Klassische Fremdsprachenfolge (Englisch, Französisch, Spanisch, Latein)
- Profilbildung in der Oberstufe
- Umfangreiche Förder- und Beratungsangebote (Schulsozialarbeit, Beratungslehrerin, Präventionscurriculum, Berufsorientierung, Oberstufenberatung)
- Hausaufgabenbetreuung und AGs
- Projekte wie Girls’ Digital Camp, Spielementoren und Medienkompetenz‑Workshops

## Schüler und Lehrer
Die Schule hat rund 470 Schüler, welche aus Remchingen, dem Pfinztal und Keltern kommen. Die Schule hat 46 Lehrer und vier Schulleiter.

### Leitung
- 2003–2016: Rudolf Reisinger
- seit 2016: Sandra Brenner[8]